# 西長岡駅
西長岡駅（にしながおかえき）は、かつて新潟県長岡市大島本町に所在した越後交通長岡線の駅（廃駅）である。

## 駅構造
小さな駅舎と大きな車庫を持つ地上駅で2面4線の折り返し運転用のスイッチバック構造になっており、また当線の車両基地としての機能も担っているため敷地面積は比較的大きい。
ちなみに本来はスイッチバックではなく、長岡駅方向に信濃川を長い橋梁で渡して国鉄の長岡駅に接続する計画であったが、橋梁を作るための予算が確保出来なかったため、このような駅構造になってしまった。

## 歴史
- 1916年（大正5年）1月5日 : 当駅 - 与板間の開通時に、長岡鉄道の駅として開業。
- 1921年（大正10年）11月18日 : 来迎寺 - 当駅間延伸開業。
- 1951年（昭和26年）12月 : 当駅 - 寺泊間電化。
- 1952年（昭和27年） : 来迎寺 - 当駅間が電化され、全線電化。
- 1960年（昭和35年） : 日産化学工業長岡工場へ向かう専用線が運輸開始。
- 1960年（昭和35年）10月1日 : 越後交通が発足し、同社の長岡線の駅となる。
- 1972年（昭和47年） : 長岡工場閉鎖に伴い、日産化学工業専用線廃止。
- 1972年（昭和47年）4月16日 : 来迎寺 - 当駅間の旅客営業廃止。
- 1975年（昭和50年）4月1日 : 当駅 - 越後関原間の旅客営業廃止に伴い、駅の旅客営業を廃止。貨物駅に。
- 1992年（平成4年）4月1日 : 当駅 - 越後関原間休止。
- 1993年（平成5年）3月31日 : 当駅 - 越後関原間廃線。
- 1995年（平成7年）4月1日 : 来迎寺 - 当駅間廃線に伴い、廃止。

## 駅跡地
駅舎や車庫は全て取り壊され、レールや架線柱も撤去された。跡地にはクスリのアオキ大島店や住宅等が建設されている。

## 隣の駅
越後交通
長岡線
才津駅 - 西長岡駅 - 日越駅
1973年4月16日までは、才津駅との間に有栗駅があった。
1975年4月1日までは、日越駅との間に西中学校駅があった。